# Ellák
Az Ellák férfinév Attila hun uralkodó fiának, Ileknek a nevéből származik, helytelen olvasatban. A név eredete bizonytalan, talán a germán Eicke, Eilke névből származik, és ekkor a jelentése tölgy. Ennél valószínűbb azonban, hogy török eredetű, és azonos tőről fakad a Jelek és Üllő nevekkel. Jelentése ez esetben uralkodó, kormányzó, király.

## Rokon nevek
Egyes feltételezések szerinti rokon nevek:
Üllő, Jelek

## Gyakorisága
Az 1990-es években szórványos név, a 2000-es években nem szerepel a 100 leggyakoribb férfinév között.

## Névnapok
- január 5.[2]
- június 8.[2]
- július 8.[2]

## Híres Ellákok
- Attila hun uralkodó egyik fia
- Enzsöl Ellák katolikus pap